# Кровохлёбка
Кровохлёбка, или Красноголовник (лат. Sanguisórba) — род многолетних травянистых корневищных растений семейства Розовые, насчитывающий около 40 ботанических видов. Ареал произрастания охватывает почти все регионы Северного полушария с умеренным климатом.

## Название
Латинское название рода образовано от корней лат. sanguis — кровь и sorbeo — абсорбировать, поглощать, впитывать, отражая использование растения в традиционной европейской и азиатской медицине как средства против внутренних и наружных кровотечений, возникшее на основе средневекового учения о сигнатурах по кроваво-красной расцветке некоторых видов.
Русскоязычное название является калькой с латинского, образно отражая те же свойства растения.

## Ботаническое описание

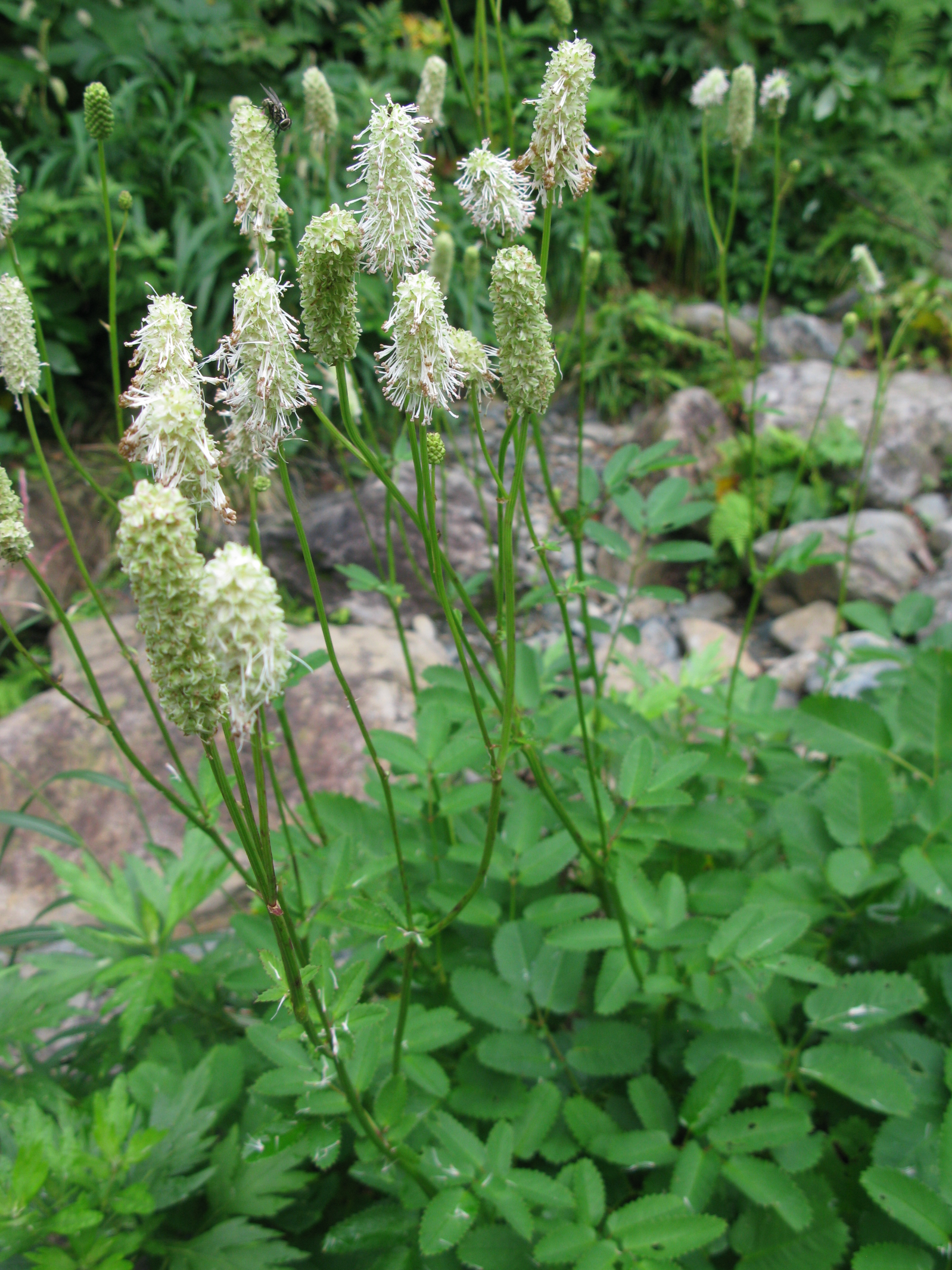
Sanguisorba albiflora

Многолетние корневищные травянистые растения 20-200 см высотой. Корневая система с многочисленные веретенообразными хорошо развитыми корнями в нижней части.
Стебли от одного до многих (10+), прямые или восходящие, голые или редко опушенные.
Листья сочные травянистые, опадающие, прикорневые и стеблевые. Прилистники выраженные, сросшиеся с черешком. Листовая пластинка продолговато-эллиптическая, 5-55 см длиной, наиболее крупные нижние листья, верхние уменьшаются по мере удаления от корня. Лист непарноперистый, листочки (3-)7-21, округлые, овальные или продолговатые, сидячие или изредка на черешочках. Край листа ровный, округлозубчатый или пильчатый, поверхность гладкая или с редкими волосками.
Соцветия верхушечные или в пазухах верхних листьев, на цветоносах, многоцветковые с 50-500+ цветками, собранными в плотный колос от цилиндрической до эллиптической формы. Опушение отсутствует или имеется в разной степени.
Цветки 2-5 мм в диаметре, двуполые, редко однополые (на двудомных экземплярах). Cидячие, без цветоножек, с прицветничками, но без прицветников. Гипантий кувшинчатый, 1-6 мм, ровный, бугристый или с крылышками, гладкий. Чашелистиков 4(-7), сросшиеся у основания, отогнутые, лепесткообразные, овальной или эллиптической формы. Окрашены в красный, розовый, фиолетовый или белый цвет, реже зеленоватые. Лепестки отсутствуют. Пыльников (2-)4(-12), короче или длиннее чашелистиков. Завязи 1, реже 2.
Плод — шаровидная гладкая семянка 0,5-2 мм, с 4 гранями или крылышками. При плодоношении чашелистики сохраняются, направлены в стороны или вверх.
Хромосомное число — 7, 14.

## Распространение и экология
Природный ареал охватывает Азию, Европу, Северную Америку. В Китае произрастает 7 видов, включая 1 эндемичный; на территории бывшего СССР — около 10.

## Хозяйственное значение и использование

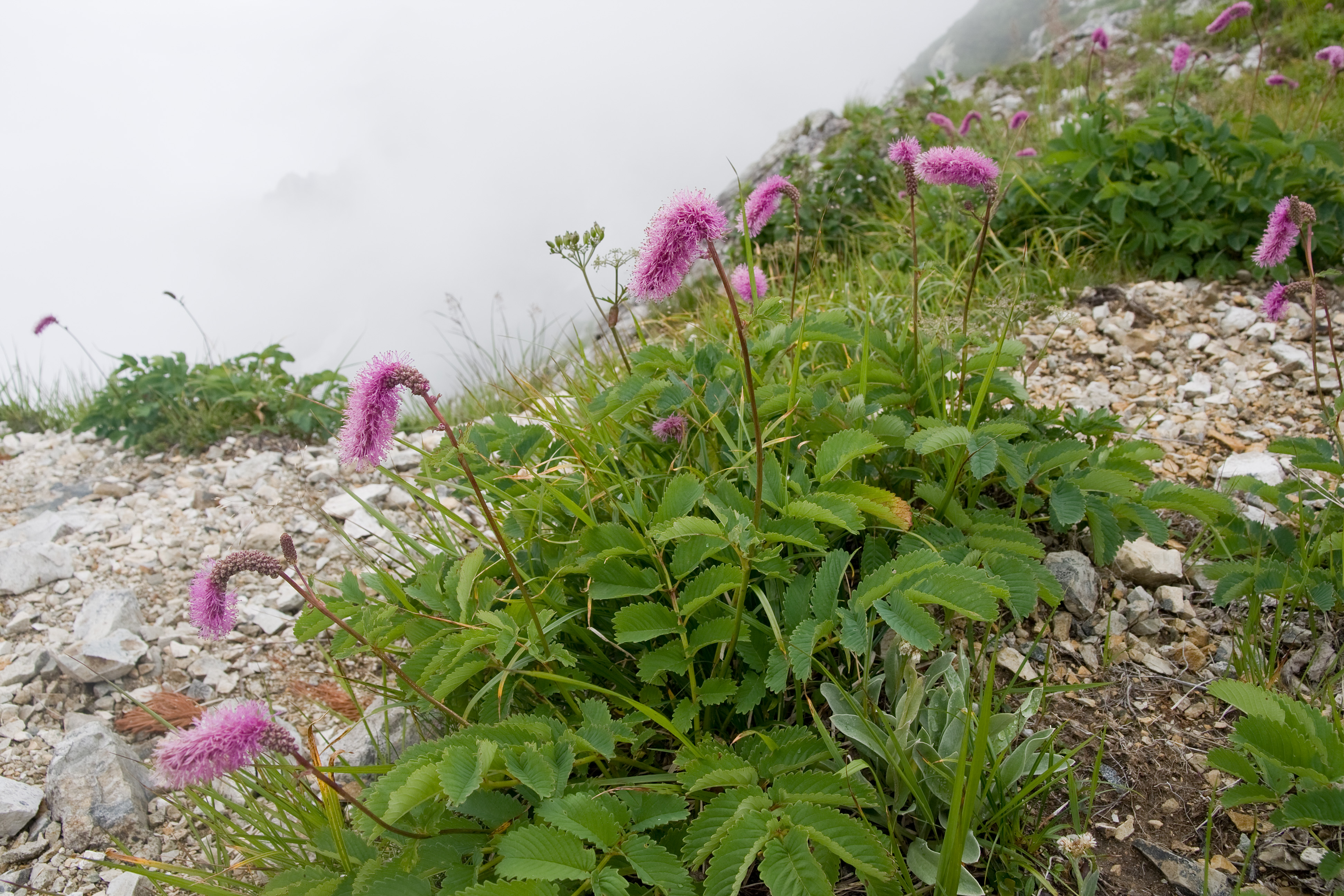
Кровохлебка хакусанская

Кровохлебка лекарственная и некоторые другие виды используются в традиционной и официальной медицине, а также ветеринарии в качестве лекарственных растений.
Часть видов, включая к. лекарственную, к. альпийскую, к. мелкоцветковую, к. хакусанскую и другие, используются в качестве декоративных растений открытого грунта.
Кровохлебка лекарственная является хорошим медоносом, молодые листья используются в пищу, само растение — как кормовое, корневища могут применяться для дубления кож, отвар соцветий — для окраски тканей в серые и красные тона.
Корневище и корни растения содержат дубильные вещества пирогалловой группы, галловую, эллаговую и щавелевую кислоты, пигменты, крахмал, следы эфирного масла, галлотаниды, аскорбиновую кислоту, каротин, сапонин, сангвисорбин и стерины. Кровохлёбку лекарственную применяют практически при любых заболеваниях, для которых характерны кровотечение: туберкулёзе, гинекологических проблемах, геморрое, гемофилии, язвах. В народной медицине используют в основном корни кровохлёбки, которые промывают, разрезают на небольшие куски и высушивают. Примочки из отваром корней или с растертыми свежими листьями эффективны при кровоподтёках, ушибах, ссадинах, и заживающих ранах, диатезах, экземах, воспалениях и других повреждениях кожи. Отваром также полощут горло и рот при стоматите, рыхлости дёсен, ларингитах, микозах слизистой оболочки. Вяжущее действие кровохлёбки поможет при расстройствах желудочно-кишечного тракта.

## Классификация

### Таксономия
- Sanguisorba L., 1753, Sp. Pl. : 116

Род Кровохлёбка включается в семейство Розовые (Rosaceae) порядка Розоцветные (Rosales), последовательно входящего в более крупные клады Фабиды → Розиды → Суперрозиды → Эвдикоты → Цветковые растения. Таксономическая схема в соответствии с Системой APG IV по состоянию на июнь 2024 года:

### Синонимы
- Dendriopoterium Svent.
- Gervasia Raf.
- Pimpinella Ség.
- Poteridium Spach
- Poterium L. — Черноголовник
- Tobium Raf.

### Виды
- Sanguisorba × poroshirensis S.Watan.
- Sanguisorba albanica András. & Jáv.
- Sanguisorba albiflora (Makino) Makino
- Sanguisorba alpina Bunge — Кровохлебка альпийская
- Sanguisorba ancistroides (Desf.) Ces.
- Sanguisorba annua (Nutt. ex Hook.) Torr. & A.Gray
- Sanguisorba applanata T.T.Yu & C.L.Li
- Sanguisorba armena Boiss.
- Sanguisorba azovtsevii Krasnob. & Pshenich.
- Sanguisorba canadensis L.
- Sanguisorba cretica Hayek
- Sanguisorba diandra (Hook.f.) Nordborg
- Sanguisorba dodecandra Moretti
- Sanguisorba durui Yıld.
- Sanguisorba filiformis (Hook.f.) Hand.-Mazz.
- Sanguisorba hakusanensis Makino
- Sanguisorba hybrida (L.) Font Quer
- Sanguisorba indicum (Gardner) Tirveng.
- Sanguisorba japonensis (Makino) Kudô
- Sanguisorba kishinamii Honda
- Sanguisorba lateriflora (Coss.) A.Braun & C.D.Bouché
- Sanguisorba longifolia Bertol.
- Sanguisorba magnifica I.Schischk. & Kom.
- Sanguisorba magnifica I.Schischk. & Kom. — Кровохлёбка великолепная
- Sanguisorba mauritanica Desf.
- Sanguisorba megacarpa (Lowe) Muñoz Garm. & C.Navarro
- Sanguisorba menendezii (Svent.) Nordborg
- Sanguisorba minor Scop. — Кровохлёбка малая
- Sanguisorba obtusa Maxim. — Кровохлебка тупая
- Sanguisorba occidentalis Nutt.
- Sanguisorba officinalis L. typus[6] — Кровохлёбка лекарственная
- Sanguisorba pseudo-officinalis Naruh.
- Sanguisorba riparia Juz.
- Sanguisorba rupicola (Boiss. & Reut.) A.Braun & C.D.Bouché
- Sanguisorba sirnakia Yıld.
- Sanguisorba stipulata Raf.
- Sanguisorba takahashihideoi Naruh.
- Sanguisorba tenuifolia Fisch. ex Link
- Sanguisorba verrucosa (Link ex G.Don) Ces.